# Frame Ridge
Frame Ridge är en bergstopp i Antarktis. Den ligger i Östantarktis. Nya Zeeland gör anspråk på området. Toppen på Frame Ridge är 200 meter över havet.
Terrängen runt Frame Ridge är platt norrut, men söderut är den kuperad. Trakten är obefolkad. Det finns inga samhällen i närheten.